# Canottaggio ai Giochi della XXXIII Olimpiade - 2 di coppia pesi leggeri maschile
La gara del 2 di coppia pesi leggeri maschile dei Giochi della XXXIII Olimpiade si è svolta tra il 28 luglio e il 2 agosto 2024. Hanno partecipato 16 equipaggi. La competizione è stata vinta dall'equipaggio irlandese composto da Fintan McCarthy e Paul O'Donovan che si è confermato campione olimpico bissando il successo di Tokyo 2020.

## Formato
La competizione si è svolta su tre turni: nel primo turno i primi due classificati di ogni batteria sono avanzati al turno successivo. Gli equipaggi eliminati al primo turno si sono affrontati in due batterie di ripescaggio, ognuna delle quali ha qualificato altri tre equipaggi al secondo turno, mentre gli ultimi due gareggiano nella finale C per determinare i piazzamenti.
I primi 3 di ogni semifinale hanno avuto accesso alla Finale A, mentre gli ultimi 3 alla finale B.

## Programma
| Data           | Ora (UTC+2) | Turno      |
| -------------- | ----------- | ---------- |
| 28 luglio 2024 | 09:00       | Batterie   |
| 29 luglio 2024 | 09:00       | Ripescaggi |
| 31 luglio 2024 | 09:30       | Semifinali |
| 2 agosto 2024  | 08:50       | Finali     |

### Batterie
| Pos. | Atleti                                       | Nazione   | Tempo   | Note |
| ---- | -------------------------------------------- | --------- | ------- | ---- |
| 1    | Raphaël Ahumada Jan Schäuble                 | Svizzera  | 6:24.88 | QF   |
| 2    | Dennis Carracedo Ferrero Caetano Horta Pombo | Spagna    | 6:28.92 | QF   |
| 3    | Hugo Beurey Ferdinand Ludwig                 | Francia   | 6:31.32 | R    |
| 4    | Miguel Ángel Carballo Alexis López           | Messico   | 6:37.46 | R    |
| 5    | Naoki Furuta Masayuki Miyaura                | Giappone  | 6:52.58 | R    |
| 6    | Alejandro Colomino Pedro Dickson             | Argentina | 7:04.34 | R    |

| Pos. | Atleti                                | Nazione    | Tempo   | Note |
| ---- | ------------------------------------- | ---------- | ------- | ---- |
| 1    | Stefano Oppo Gabriel Soares           | Italia     | 6:29.17 | QF   |
| 2    | Jiri Simanek Miroslav Vrastil         | Rep. Ceca  | 6:34.33 | QF   |
| 3    | Niels van Zandweghe Tibo Vyvey        | Belgio     | 6:45.07 | R    |
| 4    | Eber Sanhueza César Abaroa            | Cile       | 6:46.90 | R    |
| 5    | Shakhzod Nurmatov Sobirjon Safaroliev | Uzbekistan | 6:56.57 | R    |

| Pos. | Atleti                                      | Nazione  | Tempo   | Note |
| ---- | ------------------------------------------- | -------- | ------- | ---- |
| 1    | Fintan McCarthy Paul O'Donovan              | Irlanda  | 6:34.12 | QF   |
| 2    | Lars Benske Ask Tjøm                        | Norvegia | 6:41.77 | QF   |
| 3    | Petros Gkaidatzis Antonios Papakonstantinou | Grecia   | 6:46.90 | R    |
| 4    | Igor Khmara Stanislav Kovalov               | Ucraina  | 7:00.13 | R    |
| 5    | Ahmed Abdelaal Mohamed Kota                 | Egitto   | 7:20.92 | R    |

### Ripescaggi
| Pos. | Atleti                                      | Nazione   | Tempo   | Note |
| ---- | ------------------------------------------- | --------- | ------- | ---- |
| 1    | Petros Gkaidatzis Antonios Papakonstantinou | Grecia    | 6:39.46 | SF   |
| 2    | Hugo Beurey Ferdinand Ludwig                | Francia   | 6:50.98 | SF   |
| 3    | Alejandro Colomino Pedro Dickson            | Argentina | 6:52.94 | SF   |
| 4    | Eber Sanhueza César Abaroa                  | Cile      | 6:58.78 | FC   |
| 5    | Ahmed Abdelaal Mohamed Kota                 | Egitto    | 7:14.95 | FC   |

| Pos. | Atleti                                | Nazione    | Tempo   | Note |
| ---- | ------------------------------------- | ---------- | ------- | ---- |
| 1    | Niels van Zandweghe Tibo Vyvey        | Belgio     | 6:42.99 | SF   |
| 2    | Igor Khmara Stanislav Kovalov         | Ucraina    | 6:46.05 | SF   |
| 3    | Miguel Ángel Carballo Alexis López    | Messico    | 6:47.60 | SF   |
| 4    | Shakhzod Nurmatov Sobirjon Safaroliev | Uzbekistan | 6:50.61 | FC   |
| 5    | Naoki Furuta Masayuki Miyaura         | Giappone   | 7:04.48 | FC   |

### Semifinali
| Pos. | Atleti                           | Nazione   | Tempo   | Note |
| ---- | -------------------------------- | --------- | ------- | ---- |
| 1    | Fintan McCarthy Paul O'Donovan   | Irlanda   | 6:21.88 | FA   |
| 2    | Raphaël Ahumada Jan Schäuble     | Svizzera  | 6:24.31 | FA   |
| 3    | Jiri Simanek Miroslav Vrastil    | Rep. Ceca | 6:25.99 | FA   |
| 4    | Hugo Beurey Ferdinand Ludwig     | Francia   | 6:26.60 | FB   |
| 5    | Niels van Zandweghe Tibo Vyvey   | Belgio    | 6:30.49 | FB   |
| 6    | Alejandro Colomino Pedro Dickson | Argentina | 6:51.59 | FB   |

| Pos. | Atleti                                       | Nazione  | Tempo   | Note |
| ---- | -------------------------------------------- | -------- | ------- | ---- |
| 1    | Stefano Oppo Gabriel Soares                  | Italia   | 6:22.85 | FA   |
| 2    | Petros Gkaidatzis Antonios Papakonstantinou  | Grecia   | 6:23.36 | FA   |
| 3    | Lars Benske Ask Tjøm                         | Norvegia | 6:26.62 | FA   |
| 4    | Dennis Carracedo Ferrero Caetano Horta Pombo | Spagna   | 6:35.05 | FB   |
| 5    | Igor Khmara Stanislav Kovalov                | Ucraina  | 6:37.35 | FB   |
| 6    | Miguel Ángel Carballo Alexis López           | Messico  | 6:37.43 | FB   |

### Finali
| Pos.    | Atleti                                      | Nazione   | Tempo   | Note |
| ------- | ------------------------------------------- | --------- | ------- | ---- |
| Oro     | Fintan McCarthy Paul O'Donovan              | Irlanda   | 6:10.99 |      |
| Argento | Stefano Oppo Gabriel Soares                 | Italia    | 6:13.33 |      |
| Bronzo  | Petros Gkaidatzis Antonios Papakonstantinou | Grecia    | 6:13.44 |      |
| 4       | Raphaël Ahumada Jan Schäuble                | Svizzera  | 6:16.50 |      |
| 5       | Lars Benske Ask Tjøm                        | Norvegia  | 6:20.92 |      |
| 6       | Jiri Simanek Miroslav Vrastil               | Rep. Ceca | 6:21.00 |      |

| Pos. | Atleti                                       | Nazione   | Tempo   | Note |
| ---- | -------------------------------------------- | --------- | ------- | ---- |
| 7    | Hugo Beurey Ferdinand Ludwig                 | Francia   | 6:19.73 |      |
| 8    | Dennis Carracedo Ferrero Caetano Horta Pombo | Spagna    | 6:19.90 |      |
| 9    | Niels van Zandweghe Tibo Vyvey               | Belgio    | 6:20.28 |      |
| 10   | Miguel Ángel Carballo Alexis López           | Messico   | 6:25.84 |      |
| 11   | Igor Khmara Stanislav Kovalov                | Ucraina   | 6:26.32 |      |
| 12   | Alejandro Colomino Pedro Dickson             | Argentina | 6:31.86 |      |

| Pos. | Atleti                                | Nazione    | Tempo   | Note |
| ---- | ------------------------------------- | ---------- | ------- | ---- |
| 13   | Eber Sanhueza César Abaroa            | Cile       | 6:28.00 |      |
| 14   | Naoki Furuta Masayuki Miyaura         | Giappone   | 6:30.93 |      |
| 15   | Shakhzod Nurmatov Sobirjon Safaroliev | Uzbekistan | 6:31.33 |      |
| 16   | Ahmed Abdelaal Mohamed Kota           | Egitto     | 6:37.92 |      |